# Омі-Мару
Омі-Мару (Omi Maru) — судно, яке під час Другої світової війни взяло участь у операціях японських збройних сил на Каролінських островах.
Омі-Мару спорудили в 1912 році на британській верфі Napier & Miller у Глазго на замовлення японської компанії Nippon Yusen Kaisha.  
Наприкінці 1942 року судно перебувало на сході Каролінського архіпелагу. 28 грудня в районі дещо більше за дві сотні кілометрів на південний схід від острова Понапе американський підводний човен USS Triton торпедував і потопив Омі-Мару.